# Laphystia laguna
Laphystia laguna là một loài ruồi trong họ Asilidae. Laphystia laguna được Wilcox miêu tả năm 1960. Loài này phân bố ở vùng Tân Bắc giới.